# Alamogordo

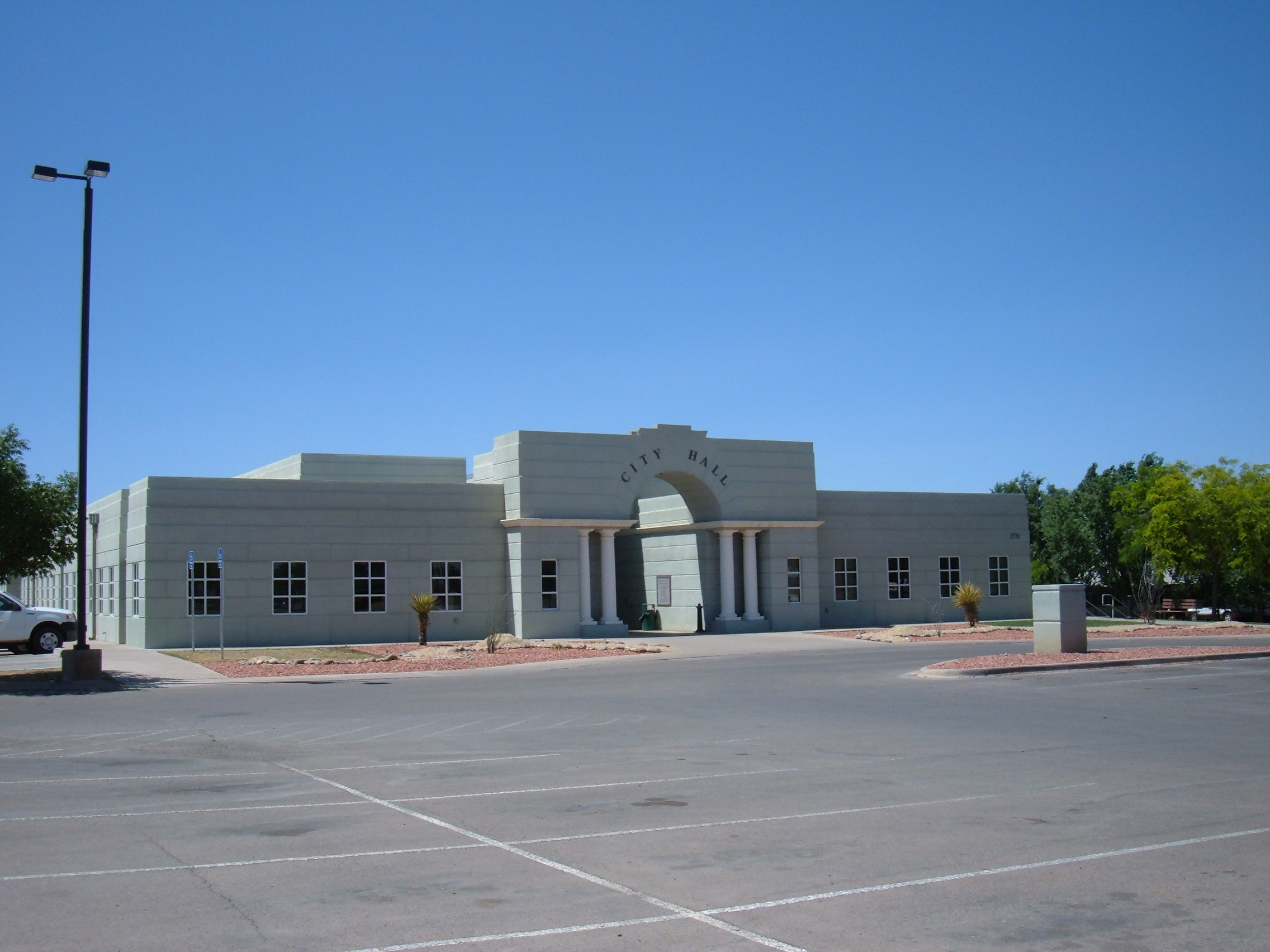
Ajuntament d'Alamogordo, situat al 1376 d'E. 9th Street

Alamogordo és una ciutat dels Estats Units i seu del comtat d'Otero a l'estat de Nou Mèxic. La seua població era de 35.582 h. segons el cens de 2000. És la seu del Comtat d'Otero. En les seues proximitats es troben les dues grans bases militars d'Holloman Air Force Base i White Sands Missile Range. La ciutat va cobrar fama per ser el primer lloc on es va provar la bomba atòmica i la seu del Festival Internacional de Cinema The White Sands.

## Història
Alamogordo va ser fundada en juny de 1898, a causa de l'ampliació de les línies de ferrocarril propietat de Charles B. Eddy, qui va influir en el disseny de la ciutat, que inclou grans avingudes amb arbres i canals de regatge. El nom de la ciutat es deriva de l'àlber.

### Proves nuclears
La primera bomba atòmica de la història va ser detonada en el Test Range Alamogordo el 16 de juliol de 1945, la Prova Trinity. El lloc de l'explosió, dit Trinity Site (Lloc Trinity), es troba dins de la base White Sands Missile Range. Aquest va ser l'únic assaig nuclear que va tenir lloc en aquesta ubicació. Trinity Site està situat aproximadament a 97 km d'Alamogordo. El lloc està obert als visitants el primer dissabte d'abril i el primer dissabte d'octubre.

### Aterratge del Columbia
Al març de 1982, el transbordador espacial Columbia, que finalitzava la seua tercera missió, la STS-3, va realitzar l'únic aterratge no efectuat en Califòrnia o Florida. El vehicle orbital va aterrar en la Base Espacial de White Sands, prop d'Alamogordo.